# Синът на голямата стъпка
„Синът на голямата стъпка“ (на английски: The Son of Bigfoot) е  е компютърна анимация от 2017 г. на режисьорите Бен Стасен и Джеръми Дегрюсън. Филмът получи смесени отзиви от критиците и спечели $50 милиона световно срещу бюджета от $20 милиона.
Премиерата на филма е на 16 август 2017 г. във Франция и 16 февруари 2018 г. във САЩ.
Продължението „Семейството на Голямата стъпка“ е пуснат на 5 август 2020 г.
В България филмът е пуснат по кината на 10 ноември 2017 г. във „Лента“.

### Синхронен дублаж
| Роля             | Изпълнител        |
| ---------------- | ----------------- |
| Голямата стъпка  | Петър Бонев       |
| Уолъс Ийстман    | Константин Лунгов |
| Трапър           | Явор Караиванов   |
| Уилбър           | Георги Иванов     |
| Доктор Билингсли | Здравко Димитров  |
| Директор Джоунс  | Николай Пърлев    |
| Тони Том         | Цанко Тасев       |
| Шофьор на камион | Стоян Цветков     |
| Дебелият Дан     | Петър Върбанов    |
| Агент 2 Тим      | Анатолий Божинов  |
| Други гласове    | Росен Русев       |

| Обработка              | Александра Аудио |
| ---------------------- | ---------------- |
| Изпълнителен продуцент | Васил Новаков    |